# Elena Pridankina
Elena Ivanovna Pridankina (in russo Елена Ивановна Приданкина?; Vidnoe, 30 agosto 2005) è una tennista russa.

## Biografia
Suo padre Ivan Pridankin è stato in passato allenatore di Daniil Medvedev, ex numero 1 del mondo e campione Slam.

## Carriera
Pridankina ha vinto 6 titoli in singolare e 10 titoli in doppio nel circuito ITF in carriera. Il 4 novembre 2024 ha raggiunto il best ranking in singolare raggiungendo la 175ª posizione mondiale, nella stessa data ha raggiunto in doppio il best ranking alla 135ª posizione mondiale.
Ha fatto il suo debutto nel circuito maggiore al Jasmin Open 2024 nel doppio, insieme alla bielorussa Alëna Falej, dove si spingono fino alla semifinale nella quale vengono estromesse dalle russe Alina Korneeva e Anastasija Zacharova.
Successivamente, dopo aver fallito l'accesso nelle qualificazioni del Guangzhou Open 2024, viene ripescata come lucky loser facendo il suo debutto in un main draw e viene sconfitta dalla futura finalista Caroline Dolehide. Partecipa al Jiangxi Open 2024 e in questa occasione ottiene la sua prima vittoria in un torneo WTA battendo al primo turno Ella Seidel in due set, ma al turno successivo viene eliminata dalla connazionale Kamilla Rachimova in tre parziali.

## Circuito WTA 125

### Doppio

#### Vittorie (1)
| N. | Data            | Torneo              | Superficie | Compagna    | Avversarie in finale               | Punteggio           |
| 1. | 9 febbraio 2025 | Mumbai Open, Mumbai | Cemento    | Amina Anšba | Arianne Hartono Prarthana Thombare | 7-6(4), 2-6, [10-7] |

#### Sconfitte (1)
| N. | Data          | Torneo                  | Superficie  | Compagna           | Avversarie in finale          | Punteggio        |
| 1. | 7 giugno 2025 | Makarska Open, Macarsca | Terra rossa | Oksana Kalašnikova | Jesika Malečková Miriam Škoch | 6-2, 3-6, [4-10] |

## Statistiche ITF

### Singolare

#### Vittorie (6)
| Torneo $100.000 (0) |
| Torneo $80.000 (0)  |
| Torneo $60.000 (1)  |
| Torneo $40.000 (0)  |
| Torneo $25.000 (0)  |
| Torneo $15.000 (5)  |

| N. | Data              | Torneo                                               | Superficie  | Avversaria in finale | Punteggio           |
| 1. | 14 agosto 2022    | Cairo Egypt Women's Future, Il Cairo                 | Terra rossa | Alexandra Iordache   | 6-1, 6-1            |
| 2. | 25 settembre 2022 | Sharm ElSheikh Egypt Women's Future, Sharm el-Sheikh | Cemento     | Katarína Kuzmová     | 3-6, 6-4, 6-4       |
| 3. | 30 ottobre 2022   | Egypt Women's Future, Sharm el-Sheikh                | Cemento     | Anastasija Gur'eva   | 6(5)-7, 6–4, 7–6(2) |
| 4. | 9 aprile 2023     | Egypt Sharm ElSheikh Women's Future, Sharm el-Sheikh | Cemento     | Wang Meiling         | 6-3, 6-1            |
| 5. | 24 settembre 2023 | Kuršumlijska Banja Women's, Kuršumlijska Banja       | Terra rossa | Mara Guth            | 7-6(4), rit.        |
| 6. | 17 agosto 2024    | Ladies Open Amstetten, Amstetten                     | Terra rossa | Valerija Strachova   | 6-0, 6-4            |

#### Sconfitte (5)
| Torneo $100.000 (0) |
| Torneo $80.000 (0)  |
| Torneo $60.000 (1)  |
| Torneo $40.000 (2)  |
| Torneo $25.000 (2)  |
| Torneo $15.000 (0)  |

| N. | Data             | Torneo                                               | Superficie  | Avversaria in finale | Punteggio     |
| 1. | 17 dicembre 2023 | Egypt Sharm ElSheikh Women's Future, Sharm el-Sheikh | Cemento     | Mariam Bolkvadze     | 2-6, 1-6      |
| 2. | 4 febbraio 2024  | Egypt Sharm ElSheikh Women's Future, Sharm el-Sheikh | Cemento     | Mariam Bolkvadze     | 0-6, 3-6      |
| 3. | 3 marzo 2024     | Empire Women's Indoor, Trnava                        | Cemento (i) | Anastasija Gur'eva   | 6–3, 3–6, 4–6 |
| 4. | 11 agosto 2024   | Zagreb Open, Zagabria                                | Terra rossa | Giorgia Pedone       | 6–2, 2–6, 5–7 |
| 5. | 2 marzo 2025     | Empire Women's Indoor, Trnava                        | Cemento (i) | Antonia Ružić        | 2-6, 6-4, 3-6 |

### Doppio

#### Vittorie (10)
| Torneo $100.000 (0) |
| Torneo $80.000 (0)  |
| Torneo $60.000 (5)  |
| Torneo $40.000 (1)  |
| Torneo $25.000 (2)  |
| Torneo $15.000 (2)  |

| N.  | Data              | Torneo                                               | Superficie  | Compagna            | Avversarie in finale               | Punteggio           |
| 1.  | 24 settembre 2022 | Sharm ElSheikh Egypt Women's Future, Sharm el-Sheikh | Cemento     | Aglaja Fedorova     | Yasmin Ezzat Alëna Falej           | 7-5, 6-1            |
| 2.  | 29 ottobre 2022   | Egypt Women's Future, Sharm el-Sheikh                | Cemento     | Anastasija Gur'eva  | Cho I-hsuan Cho Yi-tsen            | 6(3)-7, 6–1, [10-6] |
| 3.  | 15 luglio 2023    | Schönbusch Open, Aschaffenburg                       | Terra rossa | Ivana Šebestová     | Manon Léonard Lucie Nguyen Tan     | 2–6, 6–2, [10–5]    |
| 4.  | 18 novembre 2023  | Madeira Ladies Open, Funchal                         | Cemento     | Anastasia Kovaleva  | Yasmine Mansouri Inês Murta        | 6-2, 6-3            |
| 5.  | 25 novembre 2023  | Lousada Indoor Open, Lousada                         | Cemento (i) | Mara Guth           | Alicia Melosch Johanna Silva       | 6-1, 6-1            |
| 6.  | 24 agosto 2024    | Z-Group Cup, Přerov                                  | Terra rossa | Julie Štruplová     | Noma Noha Akugue Sapfo Sakellaridi | 6-3, 6-4            |
| 7.  | 12 ottobre 2024   | J&T Banka Slovak Open, Bratislava                    | Cemento (i) | Isabelle Haverlag   | Katarína Kužmová Nina Vargová      | 7-5, 6-2            |
| 8.  | 31 gennaio 2025   | NECC-DECCAN ITF Women's, Pune                        | Cemento     | Alevtina Ibragimova | Marija Kozyreva Iryna Šymanovič    | 6-2, 1-6, [10-8]    |
| 9.  | 8 marzo 2025      | Empire Women's Indoor, Trnava                        | Cemento (i) | Isabelle Haverlag   | Magali Kempen Jessika Ponchet      | 6-2, 6-3            |
| 10. | 3 agosto 2025     | CTS Ladies Open Hechingen, Hechingen                 | Terra rossa | Renáta Jamrichová   | Feng Shuo Li Zongyu                | 6-2, 6-2            |

#### Sconfitte (9)
| Torneo $100.000 (2) |
| Torneo $80.000 (1)  |
| Torneo $60.000 (2)  |
| Torneo $40.000 (0)  |
| Torneo $25.000 (1)  |
| Torneo $15.000 (3)  |

| N. | Data              | Torneo                                                 | Superficie  | Compagna            | Avversarie in finale                      | Punteggio           |
| 1. | 20 agosto 2022    | Cairo Egypt Women's Future, Il Cairo                   | Terra rossa | Elizaveta Šebekina  | Yasmin Ezzat Dimitra Pavlou               | 5-7, 3-6            |
| 2. | 1º ottobre 2022   | Egypt Women's Future, Sharm el-Sheikh                  | Cemento     | Aglaja Fedorova     | Anastasia Abbagnato Beatrice Stagno       | 6–2, 3–6, [5–10]    |
| 3. | 23 settembre 2023 | Kuršumlijska Banja Women's, Kuršumlijska Banja         | Terra rossa | Mara Guth           | Eleni Christofi Katarina Jokić            | 2-6, 3-6            |
| 4. | 29 ottobre 2023   | Internationaux Féminins de la Vienne, Poitiers         | Cemento (i) | Ekaterina Maklakova | Jessika Ponchet Bibiane Schoofs           | 5-7, 4-6            |
| 5. | 2 dicembre 2023   | Lousada Indoor Open, Lousada                           | Cemento (i) | Kayla Cross         | Eliessa Vanlangendonck Stéphanie Visscher | w/o                 |
| 6. | 5 luglio 2024     | Open International Féminin de Montpellier, Montpellier | Terra rossa | Ekaterina Jašina    | Mariana Dražić Iryna Šymanovič            | 6-1, 4-6, [8-10]    |
| 7. | 8 dicembre 2024   | Al Habtoor Tennis Challenge, Dubai                     | Cemento     | Isabelle Haverlag   | Anastasia Dețiuc Anastasija Tichonova     | 3-6, 7-6(7), [8-10] |
| 8. | 25 gennaio 2025   | Bengaluru Women's, Bengaluru                           | Cemento     | Amina Anšba         | Jessie Aney Jessica Failla                | 2-6, 6-4, [6-10]    |
| 9. | 1º marzo 2025     | Empire Women's Indoor, Trnava                          | Cemento (i) | Céline Naef         | Jesika Malečková Miriam Škoch             | 7-5, 3-6, [2-10]    |